# 베타니아 데 라 크루스
베타니아 데 라 크루스 데 페냐(스페인어: Bethania De la Cruz De Peña, 1987년 5월 13일 ~ )는 도미니카 공화국의 여자 배구 선수이며, 스파이크 높이는 322cm, 블로킹 높이는 308cm이다. KOVO에는 데라크루즈라는 선수명으로 등록되어 있으나, 2012년에 베띠로 변경했다.

## 약력
데 라 크루스는 15세인 2004년까지 자국의 배구팀인 데포르티보 나시오날의 유스팀에서 선수 생활을 하였고, 18세가 된 2007년부터 푸에르토리코 리그의 배구 클럽인 바케라스 데 바야몬에서 활동하면서 외국 생활을 시작하였다. 그 해 일본의 도레이 애로스에 입단하여 소속팀이 일본 리그에서 우승하는 데에 기여하였고, 2008년에 대한민국의 GS 칼텍스으로 이적하였다.
2006년에 20세 이하 북중미 카리브 선수권 대회에서 자국의 동메달 획득에 기여하였으며, 2007년 북중미 카리브 선수권 대회에서는 가장 많은 득점을 기록하며 베스트 득점상을 받았다. 이런 이력으로 그녀는 대한민국 V-리그의 역대 여자 배구 외국인 선수 중 가장 최고의 선수로 꼽히고 있다.
2008-09 시즌에 MVP를 수상한 후 개인 사정을 이유로 대한민국에서 뛰지 않게 되었고, 이후 GS칼텍스에는 이브가 입단하게 된다. 이후 데라크루즈는 2012년 등록명을 "베띠"로 바꾸고 GS칼텍스 서울 KIXX로 복귀하였으며, 좋은 모습을 보여 주어 2012-13 시즌 후 재계약했다.

## 수상 경력
- 2006년 북중미 카리브 U-20 여자 배구 선수권 대회 MVP
- 2006년 북중미 카리브 U-20 여자 배구 선수권 대회 최다 득점상
- 2007년 푸에르토리코 리그 베스트 공격상
- 2007년 푸에르토리코 리그 올스타
- 2007년 푸에르토리코 리그 올스타전 MVP
- 2007년 북중미 카리브 여자 배구 선수권 대회 최다 득점상
- 2007년 팬아메리칸컵 최다 득점상
- 2007-08 일본 리그 시즌 베스트 6
- 2008년 파이널 포 컵 최다 득점상
- 2008년 파이널 포 컵 베스트 공격상
- 2008년 살론파스컵 베스트 공격상
- 2009년 NH농협 2008~2009 V-리그 정규리그 MVP, 공격상, 1라운드 베스트